# Debbie Flintoff-King
Debra »Debbie« Lee Flintoff-King, avstralska atletinja, * 20. april 1960, Melbourne.
Nastopila je na poletnih olimpijskih igrah v letih 1984 in 1988, ko je dosegla največji uspeh v karieri z osvojitvijo naslova olimpijske prvakinje v teku na 400 m z ovirami, leta 1984 je bila v tej disciplini šesta. Na svetovnih prvenstvih je v isti disciplini leta 1987 osvojila srebrno medaljo. 